# Georg Christoph Lichtenberg
Georg Christoph Lichtenberg, född 1 juli 1742 i Ober-Ramstadt nära Darmstadt i Hessen-Darmstadt, död 24 februari 1799 i Göttingen, var en tysk fysiker, även berömd för sina kvicka aforismer.

## Biografi
I barndomen hade Lichtenberg råkat ut för en olycka, som gjorde honom puckelryggig för resten av livet. Han blev 1769 e.o. professor i matematik i Göttingen, ordinarie 1775 i experimentell fysik, den förste tyske professorn i detta ämne. Hans föreläsningar blev mycket omtyckta.
I Göttingen forskade han bland annat om elektricitet, och lyckades med hjälp av en stor elektrofor skapa 40 cm långa gnistor i luft. Vid elektroforexperimenten lade han märke till att dammkorn ordnade sig i intressanta mönster på elektriskt laddade dielektrika. Fenomenet, som beror på ojämnt fördelad laddning på isolatorn, kan göras särskilt tydligt om man strör över en blandning av pulveriserad svavel och mönja. Dessa mönster har fått namnet Lichtenbergska figurer.
Han har givit namn åt den lättsmälta legering, som kallas Lichtenbergs metall. Han företog ett par resor till England, vars samhällsanda och litteratur han gjorde sig förtrogen med. 
Lichtenberg gjorde sig också ett namn som satiriker och författare av aforismer. Walter Serner skulle långt senare, på 1920-talet, rekommendera sina läsare dessa. Och André Breton plockade med ett urval av dem i sin antologi om svart humor, Anthologie de l'humour noir (1940). 
Lichtenberg ogillade för övrigt Goethe och ondgjorde sig i flera skrifter över Sturm und Drang-rörelsen.
Han utgav sedan 1778 Göttingischer Taschenkalender och grundlade 1780 Göttingisches Magazin der Wissenschaften und Literatur (med Georg Forster). Lichtenberg påverkade bland andra Törneros och Palmær.
Lichtenberg beskrev 1786 fördelen med att använda brevpapper i formatet {\displaystyle 1:{\sqrt {2}}} och var därigenom föregångare till den moderna ISO 216-standarden för papper (A-format).
Hans Sudelbücher ("Kladdböcker"), anteckningar förda från 1764 och framåt, utkom 1902–1908 i urval i en alltjämt användbar textkritisk utgåva, ombesörjd av Albert Leitzmann.

## Utmärkelser
Asteroiden 7970 Lichtenberg är uppkallad efter honom.

## Svenska översättningar
- Skrifter i blandade ämnen (anonym översättning) (Strängnäs, 1815)
- Förklaring öfver William Hogarth's sedemålningar (i fritt sammandrag bearbetad efter G.C. Lichtenberg af Ture Vensjoe) (1834)
- Aforismer (urval och översättning Bengt Holmqvist (Tiden, 1949)
- Kladdböcker (urval, översättning och efterskrift av Peter Handberg) (Propexus, 1991)
- Aforismer (Aphorismen) (översättning och introduktion Olle Bergquist) (Atlantis, 1997)
- G.C. Lichtenberg föreläser: "Några strödda adnotationer under Prof. Lichtenbergs föreläsningar uti experimental physiquen 1781" (utgivna och kommenterade av Olle Bergquist) (Atlantis, 2001)
- Om kvickhet, humör och andra frätande saker - Något om Georg Christoph Lichtenbergs kladdböcker av Nils Friberg (Dialoger, 2012)